# Apagón de Nueva York de 1977
El apagón de Nueva York de 1977 fue un corte del suministro eléctrico que afectó a casi toda la ciudad de Nueva York desde el 13 de julio al 14 de julio de 1977. Los únicos vecindarios en Nueva York que no fueron afectados fueron los barrios de Southern Queens, los cuales son parte del sistema de la empresa eléctrica Long Island Lighting Company.
A diferencia de otros apagones que han afectado a la región, principalmente el apagón del noreste de Estados Unidos de 1965 y el apagón del noreste de Estados Unidos de 2003, el apagón de 1977 estuvo localizado inmediatamente en la Ciudad de Nueva York y sus alrededores. A diferencia de los apagones de 1965 y 2003, el de 1977 resultó en numerosos desórdenes públicos, saqueos y pillaje.

## Causa
Los eventos que condujeron al apagón se iniciaron a las 8:37 PM (Hora del Este de los Estados Unidos) del 13 de julio con un rayo que cayó en Buchanan South, una subestación eléctrica en el río Hudson. La subestación de Buchanan South convertía los 345.000 voltios de electricidad de la central de Indian Point en menor voltaje para uso comercial.
Un segundo rayo causó la pérdida de dos líneas de transmisión de 345 kV, con el subsecuente cierre de sólo una de las dos líneas, y la pérdida de potencia de una planta nuclear de 900 MW en Indian Point. Como resultado de los rayos, otras dos grandes líneas de transmisión se sobrecargaron por encima de sus límites normales. Por procedimiento, Consolidated Edison, el proveedor de electricidad para la Ciudad de Nueva York y parte del Condado de Westchester, trató de iniciar la generación de emergencia a las 8:45 PM; sin embargo, nadie estaba en la estación, por lo que el inicio remoto falló.
A las 8:55 PM se inició otra serie de rayos, la cual afectó a otras dos líneas críticas de transmisión. Al igual que antes, sólo una de las líneas volvió automáticamente a sus servicios. Esta interrupción de las líneas desde la subestación de Sprain Brook causó que las líneas restantes superaran sus límites de capacidad operativa. Luego de esta última falla, Con Edison tuvo que reducir manualmente la carga en otro generador menor en sus instalaciones del East River, debido a problemas en la planta. Esto exacerbó una situación ya difícil.
A las 9:14 PM, más de media hora después del evento inicial, los operadores de energía de Nueva York llamaron a los operadores de Con Edison para que "arrojaran la carga". En respuesta, los operadores de Con Edison iniciaron primero una reducción del voltaje del 5% en todo el sistema y luego una reducción del 8%. Estas medidas tuvieron que ser completadas de manera secuencial y tomaron varios minutos. Estas medidas se realizaron de acuerdo con el uso que le dio Consolidated Edison a las palabras "arrojar la carga", mientras que los operadores de energía de Nueva York tenían en mente la apertura de alimentadores para reducir cerca de 1500 MW de carga, no reducir el voltaje para reducir la carga unos pocos cientos de MW.
A las 9:19 PM la última gran interconexión al norte del Estado de Nueva York en la subestación de Leeds colapsó debido a sobrecarga térmica. Este colapso causó que los enlaces de 138 kV con Long Island se sobrecargaran, y una gran interconexión con PSEG en Nueva Jersey se comenzó a cargar más de lo previsto.
A las 9:22 PM, Long Island Lighting Company abrió su interconexión de 345 kV con Consolidated Edison para reducir la potencia que fluía a través de su sistema y sobrecargando los cables submarinos de 115 kV entre Long Island y Connecticut. Mientras los operadores de Long Island esperaban el permiso de los operadores de Power Pool para abrir su conexión de 345 kV hacia la Ciudad de Nueva York, los cambiadores de fase entre Nueva York y Nueva Jersey fueron ajustados para corregir los fuertes flujos de corriente y esto redujo la carga en sus cables de 115 kV. Los operadores de Long Island no se percataron de la caída de carga en sus cables de 115 kV y siguieron adelante con la apertura de su enlace de 345 kV a Nueva York.
Alrededor de las 9 PM, el operador de Con Edison intentó y no pudo disminuir la carga manualmente mediante la suspensión de suministros a algunos clientes. Cinco minutos después, a las 9:29 PM, la interconexión Goethals-Linden de 230.000 voltios con Nueva Jersey colapsó, y el sistema de Con Edison automáticamente comenzó a aislarse del resto de las empresas eléctricas a través del accionamiento de dispositivos de protección que sacaban de servicio las líneas, transformadores y cables sobrecargados.
Con Ed no podía generar suficiente energía dentro de la ciudad, y las tres líneas de energía que entregan electricidad a la ciudad se sobrecargaron. Justo después de las 9:27 PM, el mayor generador de la Ciudad de Nueva York, Ravenswood 3 (también conocido como Big Allis) se apagó. Junto con él se apagó toda la Ciudad de Nueva York.
A las 9:36 PM, todo el sistema eléctrico de Con Edison se apagó, casi exactamente una hora después de que cayera el primer rayo. A las 10:26 PM los operadores iniciaron un procedimiento de restauración. La energía no fue restablecida hasta finales del día siguiente. Entre las consecuencias que generó el apagón se cuenta que los procedimientos detallados de restauración están mejor documentados y son utilizados durante el entrenamiento de operadores eléctricos con tal de reducir el tiempo de restauración.
Como consecuencia del apagón de 1977, las entidades que operaban en Nueva York investigaron a fondo el apagón, sus causas relacionadas, y las acciones del operador. Se llevaron a cabo importantes cambios, los cuales aún siguen vigentes, para protegerse de una situación similar. A pesar de estas garantías, hubo un apagón en 2003, aunque este último fue causado por una falla del sistema de alimentación en Eastlake, Ohio.

## Efectos
El apagón ocurrió cuando la ciudad enfrentaba una severa crisis financiera y sus residentes estaban aterrorizados con los asesinatos del homicida autodenominado "Son of Sam" (en español: "Hijo de Sam"). La nación estaba sufriendo una debacle económica y algunos historiadores citan a la crisis financiera como la raíz de los desórdenes, mientras que otros señalan el cálido mes de julio de ese año, en el cual la ciudad estaba en medio de una severa ola de calor. Otros señalan que así como el apagón de 1977 ocurrió en la noche, cuando los dueños de las tiendas ya habían ido a sus hogares, otros como el apagón de 1965 ocurrió de día y los dependientes se quedaron en las tiendas para protegerlas. Sin embargo, los saqueos en 1977 continuaron al día siguiente, con la policía en alerta.
Los saqueos y el vandalismo se multiplicaron, especialmente en las comunidades afroamericanas y puertorriqueñas, afectando a 31 vecindarios, incluyendo todos los barrios pobres de la ciudad. Tal vez la zona más afectada fue Crown Heights, en Brooklyn, donde 75 tiendas en un radio de 5 cuadras fueron saqueadas, y Bushwick, también en Brooklyn, donde se reportaron 25 incendios activos a la mañana siguiente. En un momento dos cuadras de Broadway, que separa a Bushwick de Bedford-Stuyvesant en Brooklyn, llegaron a arder en llamas. 35 cuadras de Broadway fueron destruidas y 134 tiendas fueron saqueadas. Los ladrones robaron 50 automóviles Pontiac nuevos desde una concesionaria en el Bronx. En Brooklyn, algunos jóvenes fueron vistos amarrando las rejas de las tiendas atándolas a sus automóviles antes de saquearlas. 550 policías fueron heridos, mientras que 4500 saqueadores fueron arrestados.
Debido al apagón, los aeropuertos de LaGuardia y John F. Kennedy fueron cerrados por cerca de ocho horas, los túneles automovilísticos fueron cerrados debido a la falta de ventilación, y 4.000 personas debieron ser evacuadas del metro. Consolidated Edison denominó al apagón como un "acto de Dios", enfureciendo al alcalde Abraham Beame, que acusó a la empresa eléctrica de "grave negligencia".
En total, 1.616 tiendas fueron dañadas por los saqueos y disturbios. Se reportaron 1.037 incendios, incluyendo 14 incendios de múltiples alarmas. En el mayor arresto masivo en la historia de la ciudad, 3.776 personas fueron detenidas. Muchos debieron ser ingresados en celdas superpobladas y los subterráneos de las comisarías. Un estudio del Congreso estimó que el costo de los daños alcanzó poco más de 300 millones de dólares.
El Shea Stadium se oscureció alrededor de las 9:30 PM, en el tope de la sexta entrada, con Lenny Randle al bate. Los New York Mets iban perdiendo 2-1 ante los Chicago Cubs. El partido fue concluido el 16 de septiembre, con los Cubs ganando 5-2.
A la 1:45 PM del día siguiente, el servicio fue restablecido a la mitad de los clientes de Consolidated Edison, principalmente en Staten Island y Queens. No fue hasta las 10:39 PM del 14 de julio que se restableció completamente el servicio eléctrico en la ciudad. Nueva York recibió 11 millones de dólares de manos de la administración Carter para pagar los daños por el apagón.

### Consecuencias electorales
Beame acusó a Consolidated Edison de "grave negligencia", pero el efecto luego lo sentiría el mismo alcalde. En la elección de alcalde de ese año, Beame finalizó tercero en las primarias demócratas, detrás de Ed Koch y Mario Cuomo. Koch ganó la elección municipal, convirtiéndose en alcalde de Nueva York.